# Crew Rest Area

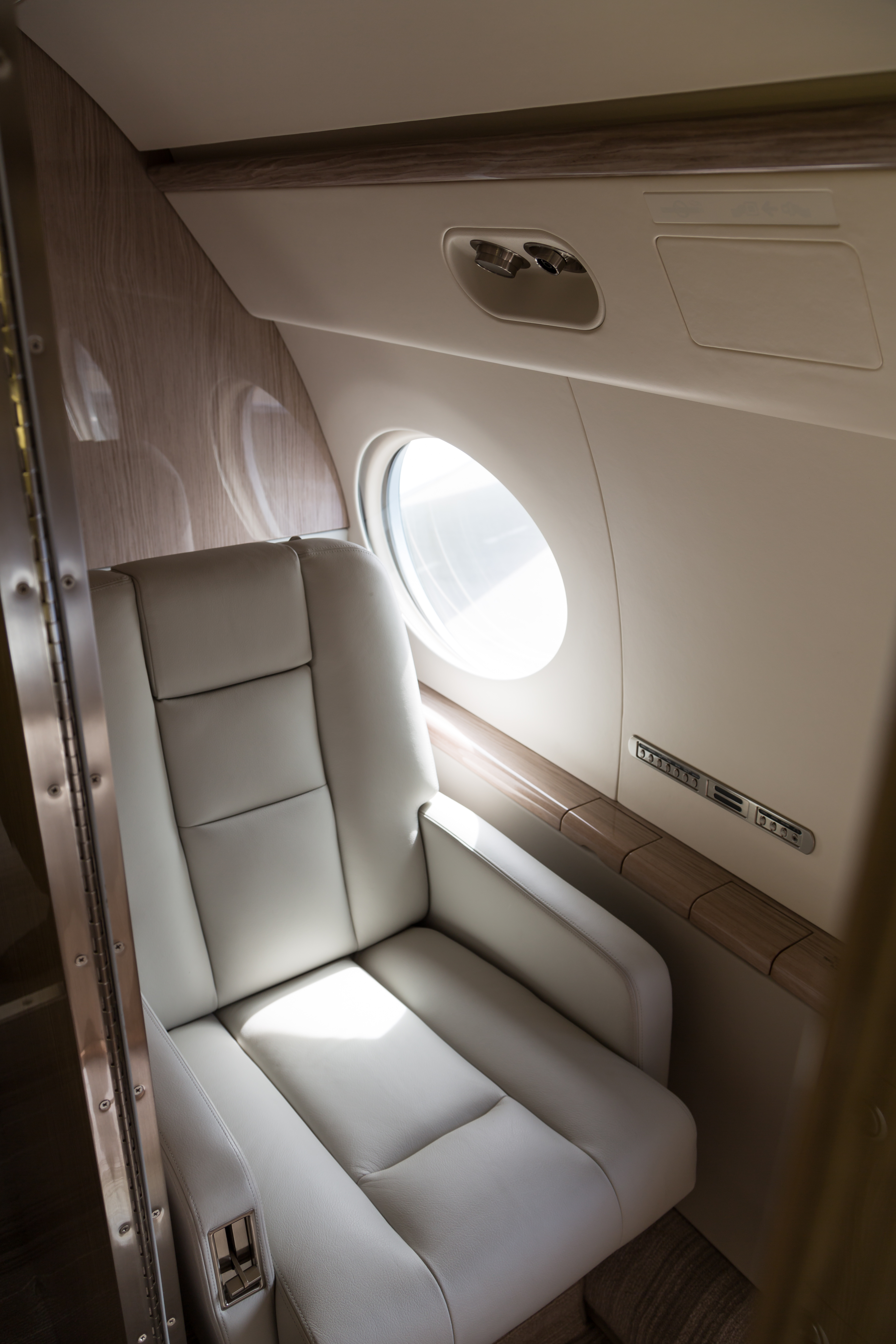
Crew rest in einer Gulfstream G550

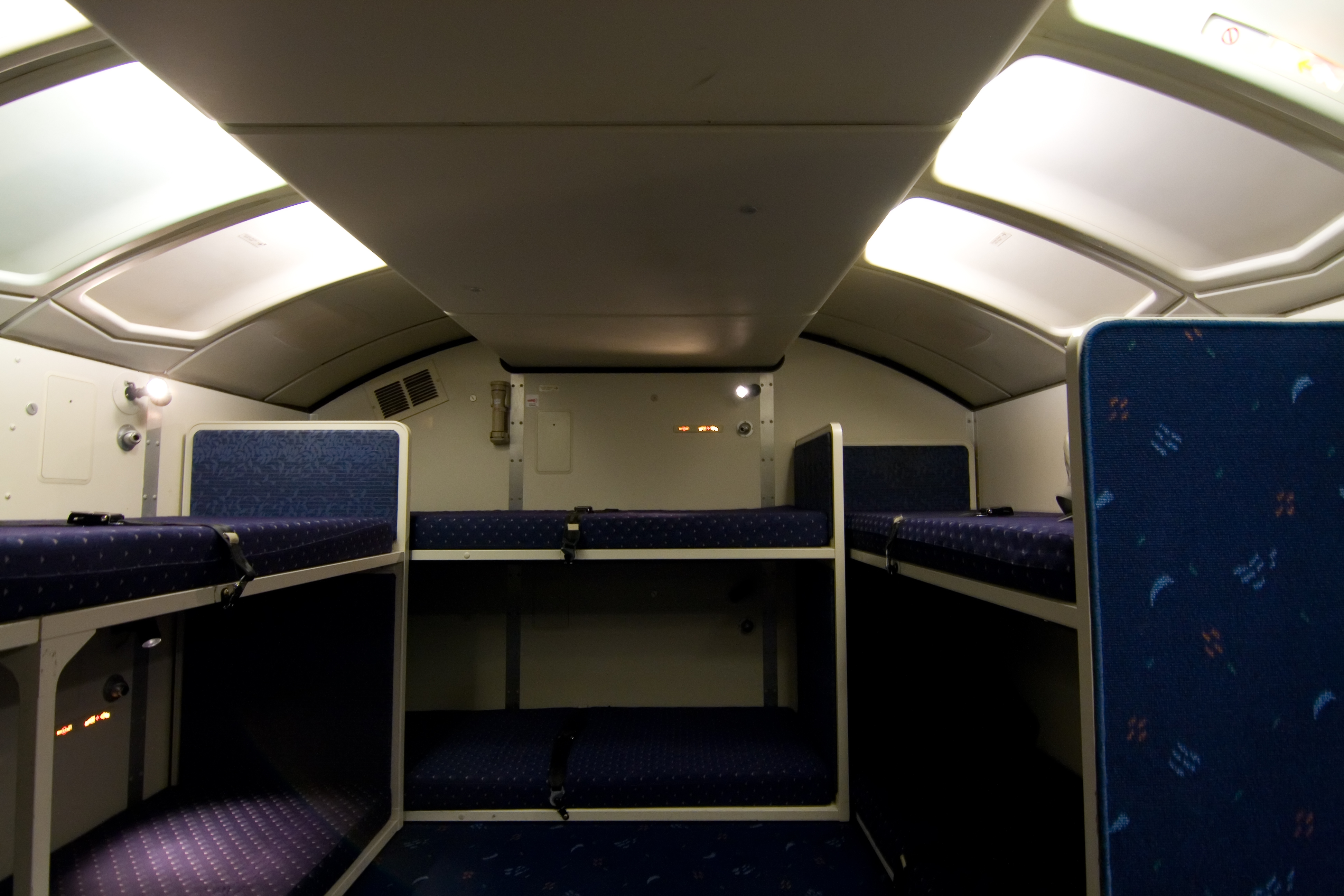
Ruhebereich mit Etagenbetten

Eine Crew Rest Area (dt. Personalruhebereich) ist in der zivilen Luftfahrt ein Ruhebereich für das Fliegende Personal in Passagierflugzeugen. Ruhebereiche sind auf Langstreckenflügen notwendig, da die Dauer interkontinentaler Flüge die erlaubte Arbeitszeit für das Flugpersonal leicht überschreiten kann. Daher müssen sowohl für Piloten als auch Flugbegleiter während des Fluges Ruhemöglichkeiten geschaffen werden, um arbeitsrechtliche Bestimmungen einzuhalten bzw. um Übermüdung zu verhindern (Erhaltung der Arbeitsfähigkeit).
Die Ausführung der Ruhezonen hängt vom Flugzeugtyp und der Fluggesellschaft ab. Es werden Crew Rest Areas und Crew Rest Compartments (CRC) unterschieden.
Crew Rest Areas für Piloten bestehen aus einer Gruppe von Sitzen in der Business-Klasse, die mit einem Vorhang abgetrennt werden können. Häufig befindet sich dieser Sitzbereich im mittleren oder am steuerbordseitigen, hinteren Ende der Business-Kabine.
Crew Rest Compartments sind bei Langstreckenflügen mit extrem langer Flugdauer (z. B. über 18 Stunden für die Strecke Singapur – New York) notwendig, da diese Flüge von zwei Besatzungen geflogen werden. Um eine ausreichende Erholung der Besatzung zu garantieren, werden an Crew Rest Compartments in der Regel höhere Anforderungen bezüglich der Schalldämmung gestellt als an die normale Flugzeugkabine. Cockpit- und Kabinenbesatzung haben oft getrennte Compartments, entweder als getrennte Abteile in einem CRC oder als getrennte Pilot Rest Compartments und Crew Rest Compartments.
Crew Rest Compartments werden an verschiedenen Orten im Flugzeug eingebaut:

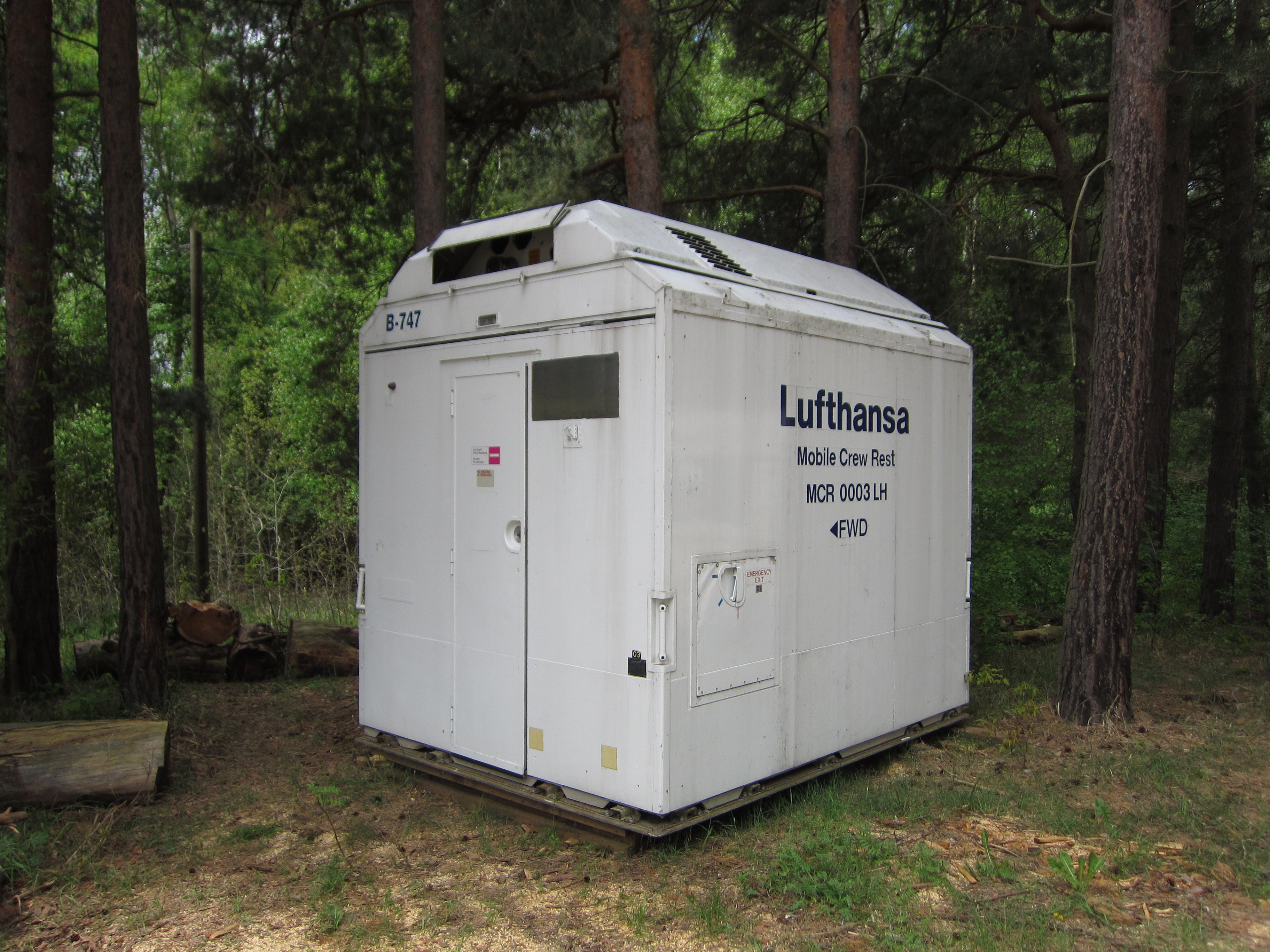
Ehemaliges Mobile-Crew-Rest-Modul

- In der normalen Kabine, hier in der Regel im hinteren Kabinenbereich oder direkt hinter dem Cockpit (z. B. das Pilot Rest Compartment in der A380)
- Als Teil der so genannten Lower Deck Facilities, also fest installierten Einbauten unterhalb der Passagierkabine.
- Als so genanntes Dock-On Crew Rest Compartment. Bei dieser Variante kann bei Bedarf ein Crew Rest Compartment in den Frachtraum eingebaut werden, wenn das Flugzeug nicht immer im Langstreckenbetrieb ist.
- In die meisten Großraumflugzeuge kann auch ein so genannter MCR – „Mobile Crew Rest“ Container eingeschoben werden. Dieser ist von oben durch eine Klappe im Boden des Passagierdecks begehbar.